# RV Kaimei
Le RV Kaimei est un navire océanographique récent de la Japan Agency for Marine-Earth Science and Technology (JAMSTEC) dont le quartier général est à Yokosuka.

## Historique
Le navire a été construit pour remplacer le RV Natsushima et le RV Kaiyo, qui ont été retirés du service en décembre 2015. Les travaux de construction ont eu lieu au chantier naval Mitsubishi Heavy Industries de Shimonoseki et son lancement le 7 juin 2015. Après avoir effectué ses voyages d'essai, il a été confié à la JAMSTEC le 30 mars 2016.
Il s'agit d'un navire de recherche marine capable de mener une étude à grande échelle des ressources des fonds marins japonais et une étude des formations de minéraux et de sédiments. Il relève de façon tridimensionnelle la structure de la croûte terrestre sous le plancher océanique, pour la JOGMEC (Japan Oil, Gas and Metals National Corporation (en)). Il a pour fonction de gérer un Robot sous-marin autonome (AUV) et une fonction générale d'observation de l'océan. Il s'agit du premier navire de recherche océanographique au monde à pouvoir effectuer une exploration géophysique en trois dimensions et des observations océaniques sous le fond marin.

### Conception
Le navire Kaimei est le deuxième en importance après le RV Mirai (8 687 tonnes) et le plus grand jamais construit pour les navires neufs, dépassant le RV Kairei (4 517 tonnes) et le RV Yokosuka (4 439 tonnes). Outre les ponts de travail pour les installations d'exploration, le pont comprend des zones de recherche pour l'analyse et le traitement des échantillons collectés, les espaces de vie des marins et des chercheurs. Il peut aussi recevoir des laboratoires supplémentaires en conteneurs. Il a un équipage de 27 membres et 38 chercheurs et peut naviguer jusqu'à 40 jours. Tous ont des chambres privées en raison de voyages de longue durée. Il possède aussi une salle d’observation pour mammifères marins intégrée au mât.
La propulsion électrique des moteurs a été adoptée pour diminuer les nuisances sonores. Deux propulseurs azimutaux complètent l'équipement pour faciliter les manœuvres fines. De plus, afin de maintenir la position du navire pendant l'observation, un dispositif de Positionnement dynamique (Dynamic Positioning System, DPS) a été installé.

### Équipement
Il est capable de réaliser non seulement des levés sismiques bidimensionnels classiques, mais également des levés tridimensionnels permettant de visualiser la structure interne de la croûte océanique. Il collecte des échantillons minéraux soit par dragage ou par carottage et utilise un système de sonde CTD pour mesurer la conductivité, la température en profondeur de l'eau.
Le navire a la capacité d’exploiter véhicule sous-marin téléguidé (ROV) et robot sous-marin autonome (AUV) et, en particulier, le KM-ROV (classe 3.000 mètres de profondeur) qui est toujours installé sur le navire et est utilisé pour observer les images du fond marin et pour collecter les ressources biologiques et minérales.

## Galerie

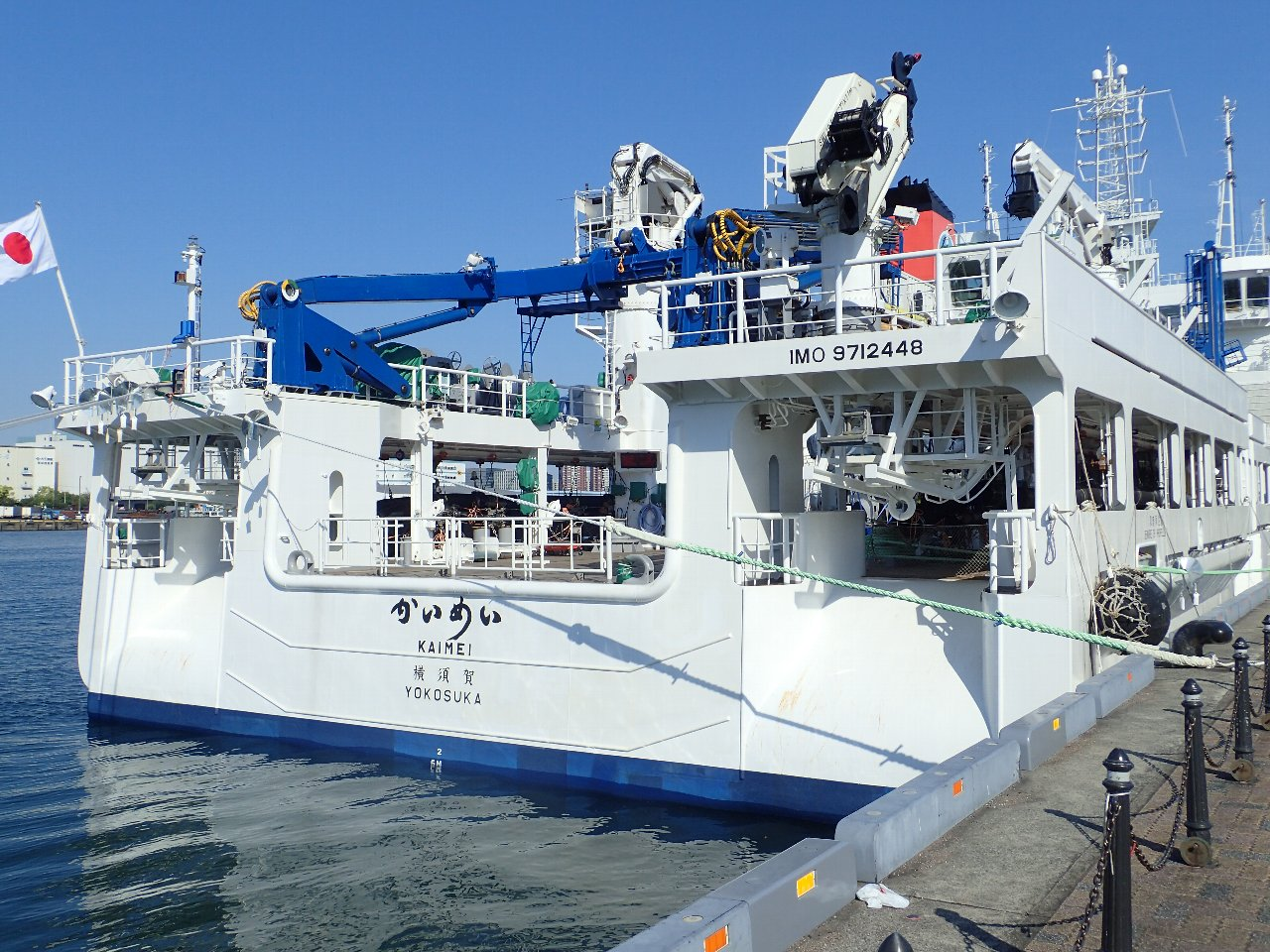
RV Kaimei
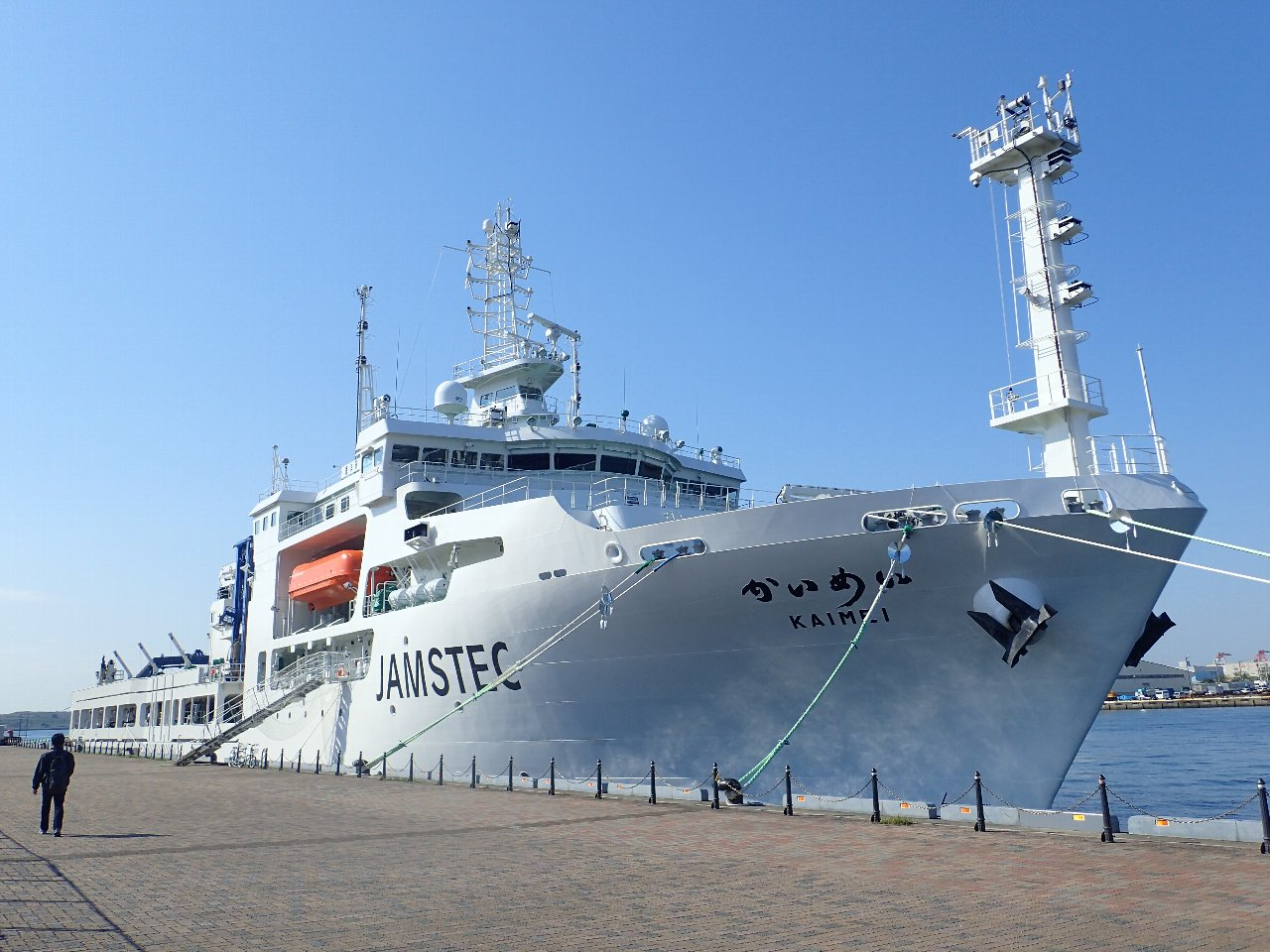
RV Kaimei

### Note et référence
1. ↑  KM-ROV - Site Jamstec

- (ja) Cet article est partiellement ou en totalité issu de l’article de Wikipédia en japonais intitulé « かいめい » (voir la liste des auteurs).